# Funny or Die
Funny or Die è un sito web di video commedia fondato dalla società di produzione dagli attori Will Ferrell e Adam McKay, la Gary Sanchez Productions, con contenuti originali e generati dagli utenti.
Funny or Die si caratterizza inoltre perché contiene una buona quantità di materiale pubblicato in esclusiva da un numero di collaboratori famosi (come per esempio Judd Apatow e James Franco) ed ha un suo gruppo dedicato, il Funny or Die Team (FOD Team), che crea materiale originale per il sito. Michael Kvamme, un aspirante giovane comico, si avvicinò con un progetto per un nuovo tipo di sito comico poi sviluppato da Randy Adams. L'idea era che i video venissero votati dagli utenti del sito, lasciando in evidenza solo quelli ritenuti più divertenti e spostando gli altri in una "cripta" del sito.
Il primo video del sito, The Landlord, ricevette oltre sessanta milioni di visitatori e mostra Ferrell affrontato da una proprietaria di casa di due anni, interpretata dalla figlia di McKay. Nel giugno 2007 il sito ricevette un finanziamento dalla Sequoia Capital, e nel giugno 2008 fu annunciata un'associazione con HBO.

## Sistema di voto
A differenza di altri siti di video, i membri di Funny or Die sono incoraggiati a votare i video che vedono, con le opzioni "Funny" o "Die". Il video poi prende il punteggio della percentuale totale delle persone che hanno votato il video "Funny". Se il video riceve un 80% o una valutazione maggiore di "Funny" dopo 100.000 di visite, riceve la posizione di "Immortale". Se il video riceve un 20% o una valutazione minore di "Funny" dopo 1.000 di visite, viene relegato nella sezione "Cripta" del sito.
Lo staff di Funny or Die può selezionare anche una valutazione chiamata "Chosen One" ("Prescelto"), il quale nasconde il punteggio da parte del pubblico, semplicemente dicendo invece "Chosen One".

## Funny or Die Comedy Tour
Nel febbraio 2008, Funny or Die lanciò "Will Ferrell's Funny or Die Comedy Tour Presented by 'Semi-Pro'", in associazione con la promozione del film Semi Pro. Il tour comprendeva Ferrell, i membri del FOD Tour e i comici Zach Galifianakis, Demetri Martin, Nick Swardon e Andrea Savage. Adam McKay e Will Arnett servirono come annunciatori del tour.

## Associazione con HBO
Nel giugno 2008, HBO e Funny or Die annunciarono che HBO aveva acquistato una partecipazione inferiore al 10% di Funny or Die. Con questo, Funny or Die sarà responsabile per lo sviluppo di almeno dieci episodi di mezz'ora per la HBO, e le aziende possono organizzare tour comici in futuro.
Nel mese di agosto 2008, Funny or Die assunse Andrew Steel, un veterano del Saturday Night Live, e uno dei tre autori per ispezionare contenuti e sviluppi per il sito e per l'associazione con HBO.

## Or Die Networks
In seguito al successo di Funny or Die, l'organizzazione Or Die Network ha tessuto tre verticali aggiuntive, basate sul sistema di voto di Funny or Die.

### Funny or Die UK
Funny or Die UK, lanciato nel 23 settembre 2008, è una versione britannica di Funny or Die. I proprietari del sito sono Matt Lucas e David Walliams. Il sito lavora nello stesso modo del sito originale, ma comprende una quantità di comici inglesi, compresi Peter Serafinowicz, Kevin Eldon, Brendon Burns, Matt Berry e Dom Joly.

### ShredorDie.com
ShredorDie.com, lanciato il 23 ottobre 2007, è una versione sportiva del sito originale creato da Tony Hawk. Gli utenti possono votare i video di acrobazie cliccando su "Shred" o "Die".

### PwnorDie.com
PwnorDie.com, lanciato il 1º luglio 2008, è un sito dedicato a tutto quello che riguarda i videogiochi, dove gli utenti possono godere e inviare video su dettagli, trucchi, recensioni o parodie di videogiochi popolari. Gli utenti possono votare "Pwn" o "Die".

### MorradeRir.com.br
MorradeRir.com.br, lanciato il 28 luglio 2008, porta al Brasile la stessa funzione di Funny or Die. Gli utenti possono visualizzare contenuti professionali e generati da utenti del Brasile e di Funny or Die.com, e caricano pure i loro video.

### EatDrinkorDie.com
EatDrinkorDie.com, lanciato il 20 agosto 2008, è un sito culinario in cui gli utenti possono votare i video sulla preparazione dei cibi e nella consumazione degli alimenti cliccando su "Delicious" o su "Die". Il sito è stato creato da Tom Colicchio.